# Zundert

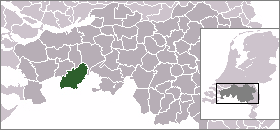
Zunderts läge.

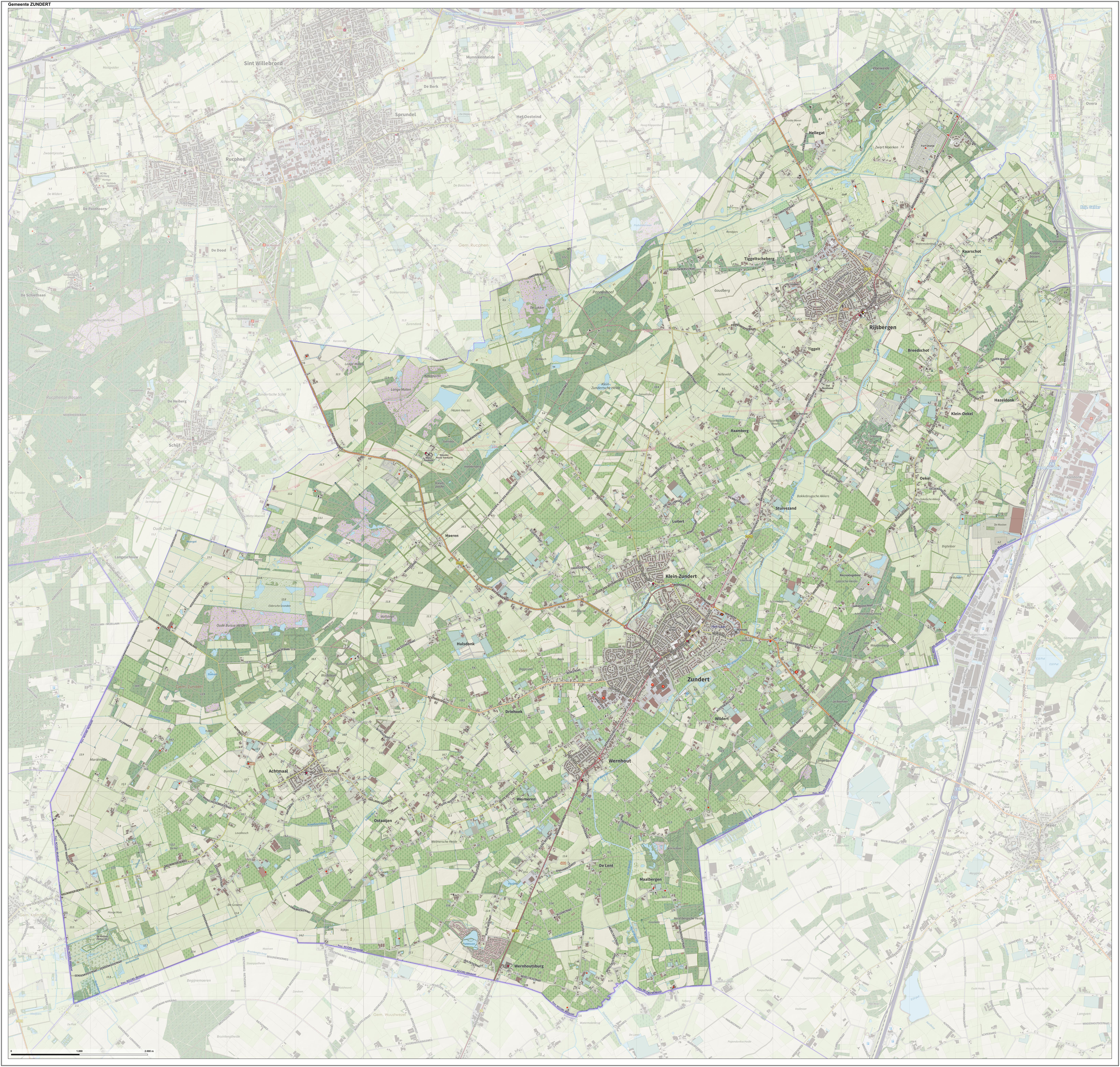
Kommun Zundert

Zundert är en kommun i provinsen Noord-Brabant i Nederländerna. Kommunens totala area är 120,75 km² (där 0,37 km² är vatten) och invånarantalet är 21 181 invånare (1 februari 2012).

## Kända personer
- Vincent van Gogh, målare

## Galleri

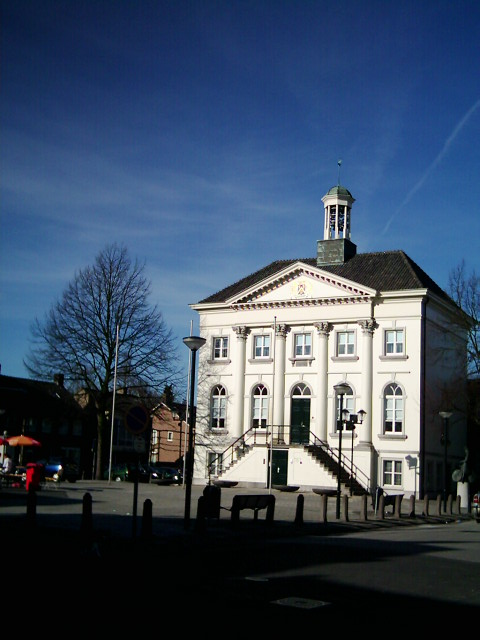
Rådhuset
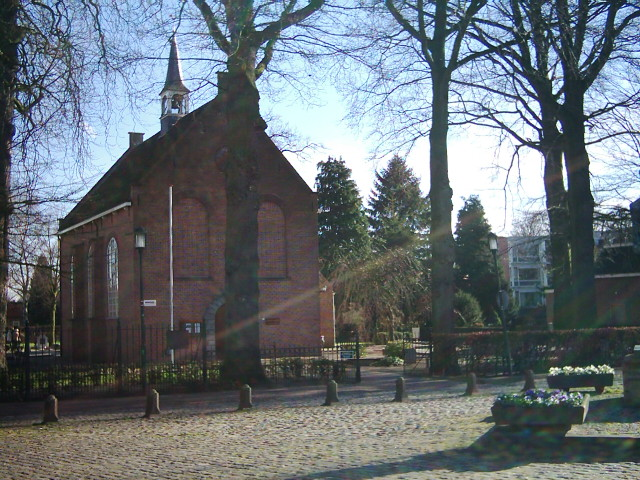
Kyrkan